# أندريا سيكولين
أندريا سيكولين (بالإيطالية: Andrea Seculin)‏ (14 يوليو 1990 غوريتسيا إيطاليا - ) هو لاعب كرة قدم إيطالي، يلعب كحارس مرمى.

## روابط خارجية
- أندريا سيكولين على موقع قاعدة بيانات كرة القدم.إي يو (الإنجليزية)
- أندريا سيكولين على موقع Soccerway.com (الإنجليزية)
- أندريا سيكولين على موقع عالم كرة القدم.نت (الإنجليزية)
- أندريا سيكولين على موقع AS.com (الإسبانية)